# Vankanasika Tissa
Vankanasika Tissa (Wankaanasika) fou un rei d'Anuradhapura (110-113) a Sri Lanka, fill i successor del seu pare i fundador de la dinastia Lambakana, Vasabha.
Durant el regnat del seu pare es va casar amb Mahamatta, l'única filla de Subharaja, una dona de gran bellesa que havia estat criada secretament en la humil casa d'un paleta al que el seu pare li havia encarregat la seva custodia i salvació just abans de perdre el tron. La seva identitat fou després descoberta quan es van identificar les robes i ornaments reials del seu pare que feia servir el paleta, al qual se li havien entregat junt amb la noia. El príncep s'hi va casar i va tenir en ella un fill de nom Gajabahu (braç fort).
Durant el regnat de Vankanasika Tissa el país fou envaït amb èxit per una força tàmil de Tanjore dirigida pel rei cola en persona; van desembarcar al nord-oest de l'illa, van assolar la regió arribant fins a la vista d'Anuradhapura; llavors es van retirar amb un botí immens i 12.000 presoners de guerra.
Va construir el temple Maharaangala Vihara a la vora d'Anuradhapura.
Wankaanasika va morir després de tres anys de regnat i el va succeir el seu fill Gajabahu I (Gamani).